# Jesús Tomás Zárraga Colmenares
Jesús Tomás Zárraga Colmenares (ur. 22 września 1957 w Caserio Azaro) – wenezuelski duchowny rzymskokatolicki, w latach 2003-2014 biskup San Carlos de Venezuela.

## Życiorys
Święcenia kapłańskie przyjął 14 września 1985. Inkardynowany do diecezji Coro, był m.in. rektorem seminarium oraz dyrektorem diecezjalnej rozgłośni radiowej. W 1994 został inkardynowany do nowo powstałej diecezji Punto Fijo, gdzie odpowiadał m.in. za media i duszpasterstwo społeczne.
27 grudnia 2002 został mianowany biskupem San Carlos de Venezuela. Sakrę biskupią otrzymał 15 marca 2003. 10 listopada 2014 zrezygnował z urzędu.